# موسيقى العصر الجديد
موسيقى العصر الجديد (بالإنجليزية: New Age music)‏ هي نوع من الموسيقى يهدف لخلق الإلهام الفني، والاسترخاء، والتفاؤل. يسمعه الأشخاص خلال اليوجا، والتدليك، والتأمل، والقراءة، كوسيلة للتعامل مع الضغوط للوصول لحالة من النشوة بدلًا من الغشية، أو لخلق جو سلمي في بيوتهم أو البيئات الأخرى، ويرتبط بحماية البيئة وروحانية العصر الجديد.
تشمل موسيقى العصر الجديد كلا النمطين الصوتيين، إذ تستخدم أدوات مثل الفلوت، والبيانو، والقيثارة الصوتية، ومجموعة واسعة من الآلات الصوتية غير الغربية؛ وموسيقى إلكترونية، والتي تعتمد كثيرًا على سنثسيزر مستمر أو تشغيل معتمد على مُرتّب موسيقي. كانت الترتيبات الصوتية نادرة بدايةً في هذا النوع، ولكن مع تطورها أصبحت الصوتيات أكثر شيوعًا، خاصّة التي تضم الهتافات المتأثرة بالأمريكيين الأصليين، أو السنسكريتية، أو الموسيقى التبتية، أو كلمات أغاني المستوحاة عن الأساطير مثل الأساطير الكلتية.
لا يوجد تعريف دقيق لموسيقى العصر الجديد. علّق مقال في مجلة بيلبورد في عام 1987 أن: «موسيقى العصر الجديد قد تكون أكثر موسيقى غير-معرّفة ناجحة بشكل مذهل ووصلت إلى الوعي العام». يعتبرها الكثير مصطلحًا شاملًا للتسويق وليس فئة موسيقية، وجزء من اتجاه ثقافي معقد».
تأثرت موسيقى العصر الجديد بمجموعة واسعة من الفنانين من أنواع موسيقية متنوعة. يعتبر ألبوم توني سكوت موسيقى لتأمل زن (1964) أول تسجيل لموسيقى العصر الجديد. كان بول هورن (بدءًا من ألبوم عام 1968 في الداخل) أحد الأسلاف المهمين لهذا النمط. سلسلة إيرف تيبل البيئات (1969–79) التي ضمّت مشاهد صوتية طبيعية، ورنين أجراس، وترانيم «أم»، وكانت من أوائل التسجيلات الصوتية النفسية المتاحة للعامة. كان جناح الطيف (1975) لستيفن هالبيرن عملًا رئيسيًا بدأ حركة موسيقى العصر الجديد.

## تعريفات
تعرّف موسيقى العصر الجديد بشكل أكبر من خلال الاستخدام، والتأثير أو الشعور الذي تنتجه بدلًا من الأدوات والنوع المستخدم في صنعها؛ قد تكون صوتية أو إلكترونية أو مزيجًا من كليهما. ينتقل الفنانون الجدد من العروض المنفردة أو العروض الجماعية باستخدام أدوات الموسيقى الكلاسيكية التي تتراوح بين البيانو، والإيتار الصوتي، والفلوت، أو القيثارة؛ إلى الآلات الموسيقية الإلكترونية أو الآلات الشرقية مثل السيتار، والطبلة، والتانبورو. يوجد أيضًا تقاطع كبير لقطاعات موسيقى العصر الجديد مع موسيقى الأمبينت، والموسيقى الكلاسيكية، والجاز، والإلكترونيكا، وموسيقى العالم، وموسيقى الاسترخاء، وموسيقى الفضاء، وموسيقى البوب وغيرها.
التعريفان المرتبطان عادةً بموسيقى العصر الجديد هما:
- موسيقى العصر الجديد هي موسيقى بصوت منظّم له غرض واضح وهو المساعدة على التأمل والاسترخاء، أو مساعدة وتمكين مختلف الممارسات الروحية البديلة، مثل الشفاء البديل، وممارسة اليوغا، والتأمل الاسترشادي، وتدقيق الشاكرا، وما إلى ذلك. غالبًا ما يكون مؤيدو هذا التعريف من الموسيقيين الذين يصنعون موسيقاهم للتعبير عن هذه الأهداف.[20] لكي تكون الموسيقى مناسبة للتأمل، يجب أن يكون لها ديناميكية ونسيج متكرر، بدون صوتيات صاخبة مفاجئة وارتجال يمكن أن يزعج المتأمل.[10][9] هي بسيطة في المفهوم، وبالتالي الموسيقيين يستخدمون الآلات الموسيقية بدلًا من الغناء.[21] تُستخدم الرسائل المموهة أيضًا في موسيقى العصر الجديد، واستخدام الآلات الموسيقية الممزوجة بأصوات الحيوانات الطبيعية (مثل الحيتان، والذئاب، والنسور) والطبيعة (الشلالات، وأمواج المحيط، والمطر) أمر شائع أيضًا.[22] من بين الفنانين البارزين الذين يصنعون موسيقى العصر الجديد للتعبير عن الشفاء أو التأمل إيرف تيبيل، وبول هورن، وديوتر، وستيفن هالبيرن، وبول وينتر، ولورنس بول (الذي كان في السبعينيات من أوائل من جمع الموسيقى الهادئة مع أصوات الطبيعة)، ودين إيفنسون، وكارونيش، وكريشنا داس، وديفا بريمال، وبهاغافان داس، وسناتام كور.[23][11]
- الموسيقى الموجودة في أقسام موسيقى العصر الجديد في متاجر التسجيلات.[20] هذا إلى حد كبير تعريف عملي، بالنظر إلى اتساع نطاق الموسيقى التي تُصنف على أنها «عصر جديد» من قبل تجار التجزئة، الذين غالبًا ما يكونون أقل اهتمامًا بالتمييز الدقيق بين الأنماط الموسيقية من المستمعين لهذه الأنماط. عادة ما تكون الموسيقى المندرجة تحت هذا التعريف موسيقى لا يمكن تصنيفها بسهولة إلى تعريفات أخرى أكثر شيوعًا، ولكن يمكن أن تحتوي على أي نوع من الموسيقى تقريبًا -تمثل شعار تسويقي أكثر وليس فئة موسيقية.[10]

### الجدل والنقد

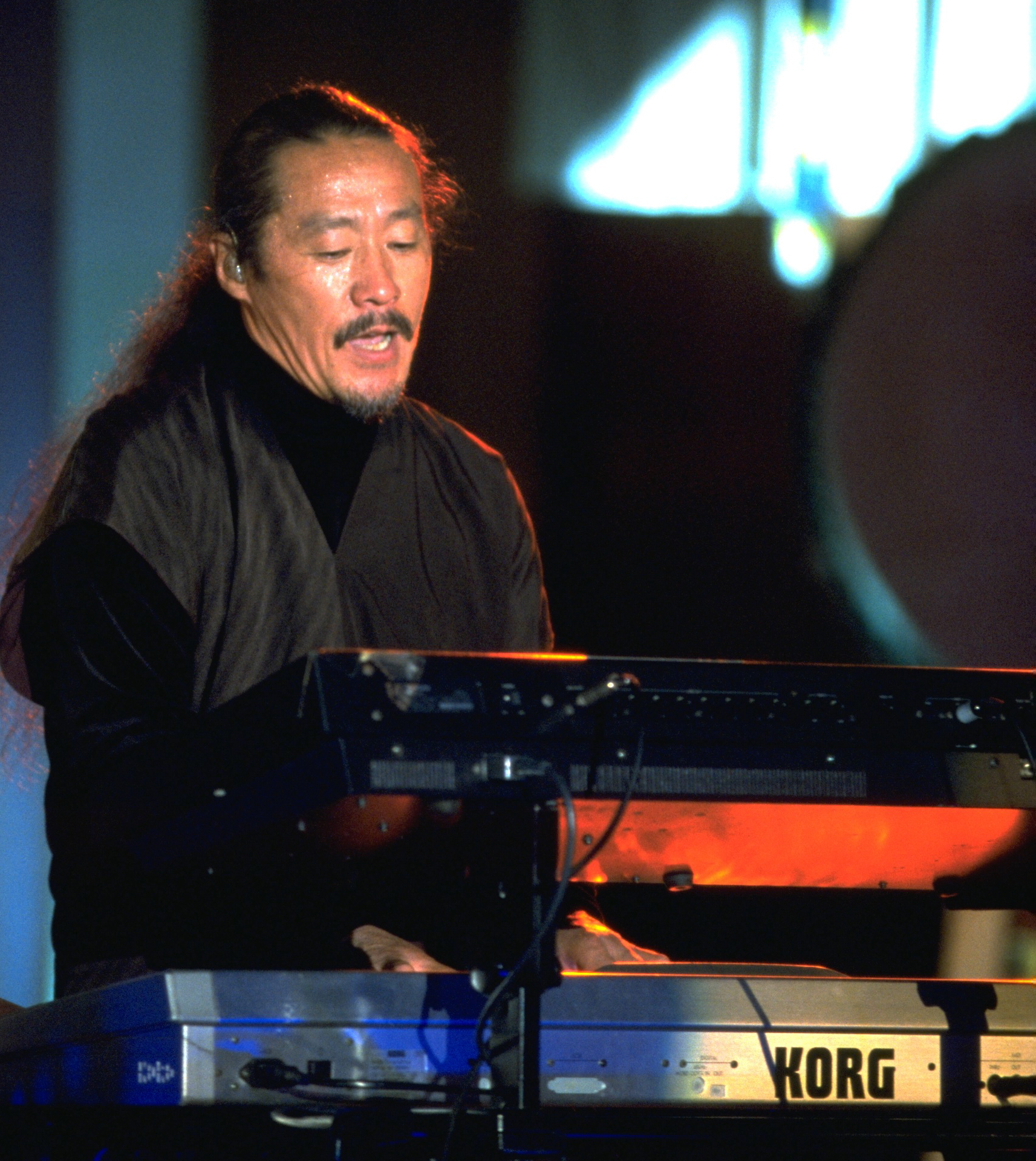
فنان موسيقى العالم الياباني الشهير كيتارو

يعتبر ستيفن هيل، مؤسس قلوب الفضاء في عام 1973، أن «العديد من الفنانين ملتزمون بالكامل وبإخلاص بأفكار العصر الجديد وأساليب الحياة». بعض الملحنين مثل كيتارو يعتبرون موسيقاهم جزءًا من نموهم الروحي، بالإضافة إلى التعبير عن القيم وتشكيل الثقافة. ذكر دوجلاس جروثويس أن رفض جميع الموسيقى التي صُنفت على أنها «عصر جديد» سيكون وقوعًا كفريسة لعقلية من المحرمات والحجر العقلي، لأن معظم الموسيقى تنتمي إلى الجانب «التقدمي» من موسيقى العصر الجديد، حيث لا يمتلك الملحنون بالضرورة رؤية عصر جديد عالمية.
ومع ذلك، غالبًا ما يُشار إلى أن «موسيقى العصر الجديد» هي مجرد تسمية شائعة تبيع التسجيلات بنجاح. جادل ج. جوردون ميلتون بأنها لا تشير إلى نوع معين من الموسيقى، ولكن إلى الموسيقى المستخدمة لأغراض علاجية أو غيرها من أغراض العصر الجديد. اعتبرت كاي غاردنر أن تسمية «العصر الجديد» تمثل نية تجارية غير دقيقة لما يسمى موسيقى العصر الجديد. وعلّقت على ذلك بالقول: «الكثير من موسيقى العصر الجديد هي منتج رديء»، ووضّحت أنه بسبب مبيعات التسجيلات، كل شخص امتلك استوديو منزلي سجّل بعض أصوات الصراصير، أو المحيطات، أو الأنهار، كضمان لإحراز المبيعات. ما بدأ كموسيقى مزاجية محيطة مرتبطة بنشاط العصر الجديد، أصبح مصطلحًا لتكتل موسيقي من الجاز، والفولك، والروك، والموسيقى العرقية، والكلاسيكية، والإلكترونية، من بين أنماط الموسيقى الأخرى، وحركات موسيقية ونظرية أخرى.
وهكذا، بموجب المصطلح الشامل، يعتبر البعض أن ألبوم البروغريسيف روك لمايك أولدفيلد الأجراس الأنبوبية (1973) أصبح أحد الألبومات الأولى المندرجة تحت وصف موسيقى العصر الجديد. يعتبر البعض الآخر أن موسيقى الملحن اليوناني فانجيليس، واندماج موسيقى الجاز والروك الحديثة، تجسد الجانب التقدمي لموسيقى العصر الجديد. من بين الفنانين الآخرين جان ميشيل جار (على الرغم من أن تجربته الإلكترونية تسبق المصطلح)، وأندرياس فولينويدر، وجورج وينستون، ومارك إشام، ومايكل هيدجز، وشادوفاكس، ومانهايم ستيمرولر، وكيتارو، وياني، وإنيا، وكلاناد، وإنيغما من بين آخرين.
مع ذلك، يرفض العديد من الموسيقيين والملحنين وصف موسيقاهم بأنها موسيقى «عصر جديد». عندما أنشئت جائزة جرامي لأفضل ألبوم موسيقى عصر جديد لأول مرة في عام 1987، قال فائزها الأول، أندرياس فولينفايدر: «ليس لدي أي نية لتصنيف موسيقاي ... من السخف أن أعطي اسمًا لأي شيء أبدي». قال بيتر برايانت، وهو مدير موسيقي في إذاعة واي (90.9) ومضيف برنامج العصر الجديد: «لا أهتم بالمصطلح ... فالعصر الجديد له دلالة سلبية ... في الدوائر التي تقاطعت بها مع أشخاص يعملون في الموسيقى، فإن «العصر الجديد» يكاد يكون إهانة»، لأنها تشير إلى: «أنواع مبتذلة، وحالمة للغاية من الموسيقى المملة ... بدون مادة، أو شكل، أو اهتمام»، وأن المصطلح «علق».
علّق هارولد بود: «عندما أسمع مصطلح العصر الجديد أمد يدي لمسدسي ... لا أرى نفسي أصنع موسيقى من المفترض أن تكون في الخلفية فقط. من المحرج أن ترتبط دون قصد بشيء تعلم من الداخل بأنه فارغ». يعتبر فانجيليس أنه أسلوب: «أعطى الفرصة لأشخاص غير موهوبين لصنع موسيقى مملة للغاية». قال ياني: «لا أريد إرخاء الجمهور؛ أريد أن أشركهم في الموسيقى، وأجعلهم مهتمين»، وأن «العصر الجديد ينطوي على موسيقى أكثر هدوءًا واسترخاءًا مما أصنعه. يمكن للموسيقى أن تكون إيقاعية للغاية، وحيوية للغاية، وحتى إثنية للغاية». رفض ديفيد فان تيجيم، وجورج وينستون، وكيتارو مسمى فنان العصر الجديد. جادل ديفيد لانز بأنه اكتشف أخيرًا أن: «السبب الرئيسي وراء عدم إعجاب الناس بمصطلح العصر الجديد هو أنه الفئة الموسيقية الوحيدة الغير منبثقة من مصطلح موسيقي». أشار أندرياس فولينفايدر: «بعنا ملايين التسجيلات حول العالم قبل أن تكون فئة العصر الجديد فئة بالفعل»، وشارك القلق من أن: «المتاجر تواجه هذه المشكلة في التصنيف».